# Sudbînka, Troițke
Sudbînka (în ucraineană Судьбинка) este un sat în comuna Voievodske din raionul Troițke, regiunea Luhansk, Ucraina.

## Demografie
Componența lingvistică a localității Sudbînka
     Ucraineană (85%)
     Rusă (15%)
Conform recensământului din 2001, majoritatea populației localității Sudbînka era vorbitoare de ucraineană (85%), existând în minoritate și vorbitori de rusă (15%).